# Leucocarbo georgianus
El cormorán geórgico (Leucocarbo georgianus) es una especie de ave suliforme de la familia Phalacrocoracidae propia del océano Antártico. Su posición sistemática ha sido compleja, fue incluido en el género Phalacrocorax, y también se consideró sólo como una subespecie del cormorán imperial Leucocarbo atriceps (= Phalacrocorax atriceps), que habita en los lagos, costas, e islas de la Patagonia en el sur del cono sur de América del Sur. 

## Distribución
El cormorán geórgico habita las costas y aguas que rodean algunas de las islas del Atlántico sur: las islas Aurora, las Georgias del Sur, las rocas Clerke, las Sandwich del Sur, y algunas islas antárticas y subantárticas como las Orcadas del Sur.

## Características
El cormorán geórgico tienen el iris de color azul, las partes superiores negras, las partes inferiores blancas, y las patas de color rosa.
Al igual que todas las especies de la familia, pero a diferencia de la mayoría de las aves acuáticas, las plumas del cormorán geórgico no son completamente impermeables, por lo que al mojarse, éstas le hacen aumentar de peso, lo que les permite hundirse más y bucear con facilidad. Una vez en tierra, extienden las alas para secarlas. Además, regulan el volumen de sus sacos aéreos.

## Costumbres
El cormorán geórgico se alimentan principalmente de peces que capturan bajo el agua. Se impulsan principalmente con las patas y pueden zambullirse durante más de un minuto, alcanzando una profundidad de unos 10 m. Habitan en aguas marinas cercanas a las costas. Nidifican en colonias.